# الساندرو پلیکوری
الساندرو پلیکوری (انگلیسی: Alessandro Pellicori؛ زادهٔ ۲۲ ژوئیهٔ ۱۹۸۱) بازیکن فوتبال اهل ایتالیا است.
از باشگاه‌هایی که در آن بازی کرده‌است می‌توان به باشگاه فوتبال کوزنتسا کالچو، باشگاه فوتبال کویینز پارک رنجرز، باشگاه فوتبال تورینو، باشگاه فوتبال لچه، باشگاه فوتبال فوجا، باشگاه فوتبال پیاچنزا، باشگاه فوتبال بنونتو، باشگاه فوتبال چزنا، باشگاه فوتبال آولینو، و باشگاه فوتبال وارزه اشاره کرد.